# 青科まき
青科 まき（あおしな まき、1997年1月7日 - ）は、日本のグラビアアイドル。元プラチナムプロダクション所属。神奈川県出身。

## 経歴・人物
- デビュー前は週プレ酒場にてアルバイトをしていた[1]。
- 2019年、ミスヤングチャンピオン2019グランプリに輝く。
- 2023年10月、週刊プレイボーイ創刊57周年企画「NIPPONグラドル57人」にグラビアニュージェネレーションの1人として掲載[2]。
- 趣味・かき氷屋さん巡り、銭湯、歌詞考察
- 特技・バランスボール、暗算、変顔、道を覚えること
- モーニング娘。の石田亜佑美などと同じ生年月日である。
- 2024年11月、プラチナムプロダクションを退所した[3]。

## 出演
- TBS「水曜日のダウンタウン」
- EX「テレビ千鳥」
- EX「お願い！ランキング」
- CX「恋神アプリVer.4栂池高原スキー場」
- AbemaTV「チャンスの時間」
- AbemaTV「邪道だらけの夜の大運動会」
- Vパラダイス「透明彼女season7」
- YouTube 「 さまぁ～ず チャンネル」（2022年8月26日） - 7年ぶりの再会 あの愛菜が芸能界辞めて激変してた！